# Julio Alberto Pérez Cuapio
Julio Alberto Pérez Cuapio, född 30 juli 1977 i Tlaxcala de Xicohténcatl, är en mexikansk före detta professionell tävlingscyklist. Han var professionell åren 2000–2009 med Ceramica Panaria-Navigare och Canel's Turbo.

## Karriär
Julio Alberto Pérez Cuapio var en utpräglad klättrare och vann bergspristävlingen under Giro d'Italia 2002. Han vann även tre etapper under tävlingen 2001 och 2002.
Pérez Cuapio vann även bergspristävlingen i Tour de Langkawi 2000, Settimana Lombarda 2003 samt under Brixia Tour 2004.
2005 vann Pérez Cuapio Giro del Trentino.

## Meriter
Giro d'Italia
 Bergspristävlingen – 2002
3 etapper
Giro del Trentino – 2005
Tour de Langkawi
Bergspristävlingen – 2000
1 etapp
Brixia Tour, 1 etapp, Bergspristävlingen – 2004
Settimana Lombarda, 1 etapp, Totalseger & Bergspristävlingen – 2003

### Resultat i Grand Tours
| Grand Tour      | 2000 | 2001 | 2002 | 2003 | 2004 | 2005 | 2006 | 2007 | 2008 |
| --------------- | ---- | ---- | ---- | ---- | ---- | ---- | ---- | ---- | ---- |
| Giro d'Italia   | X    | 45   | 19   | X    | 33   | 95   | 42   | 40   | 76   |
| Tour de France  | –    | –    | –    | –    | –    | –    | –    | –    | –    |
| Vuelta a España | –    | 80   | –    | –    | –    | –    | –    | –    | –    |

X = Bröt loppet

## Stall
- Ceramica Panaria-Navigare 2000–2008
- Canel's-Turbo 2009